# Elezioni del Congresso dei deputati del popolo dell'Unione Sovietica
Le elezioni del Congresso dei deputati del popolo dell'Unione Sovietica si tennero nei primi mesi del 1989. La tornata principale si svolse il 26 marzo.

## Premesse
Il progetto di riforma del sistema politico voluto dalla dirigenza sovietica nell'ambito della perestrojka portò all'elaborazione di un nuovo modello di organizzazione statale finalizzata al trasferimento del potere dal PCUS ai Soviet. Al termine di un vasto dibattito, la riforma fu illustrata da Michail Gorbačëv al Soviet Supremo il 29 novembre 1988 ed approvata due giorni più tardi con legge costituzionale. Questa determinava la nascita del Congresso dei deputati del popolo dell'URSS come nuovo organo superiore e rendeva il Soviet Supremo un organo ad elezione indiretta, operata dallo stesso Congresso, che ne eleggeva inoltre il Presidente. Analogo schema fu adottato in ciascuna delle quindici Repubbliche dell'Unione Sovietica.

## Svolgimento ed esito

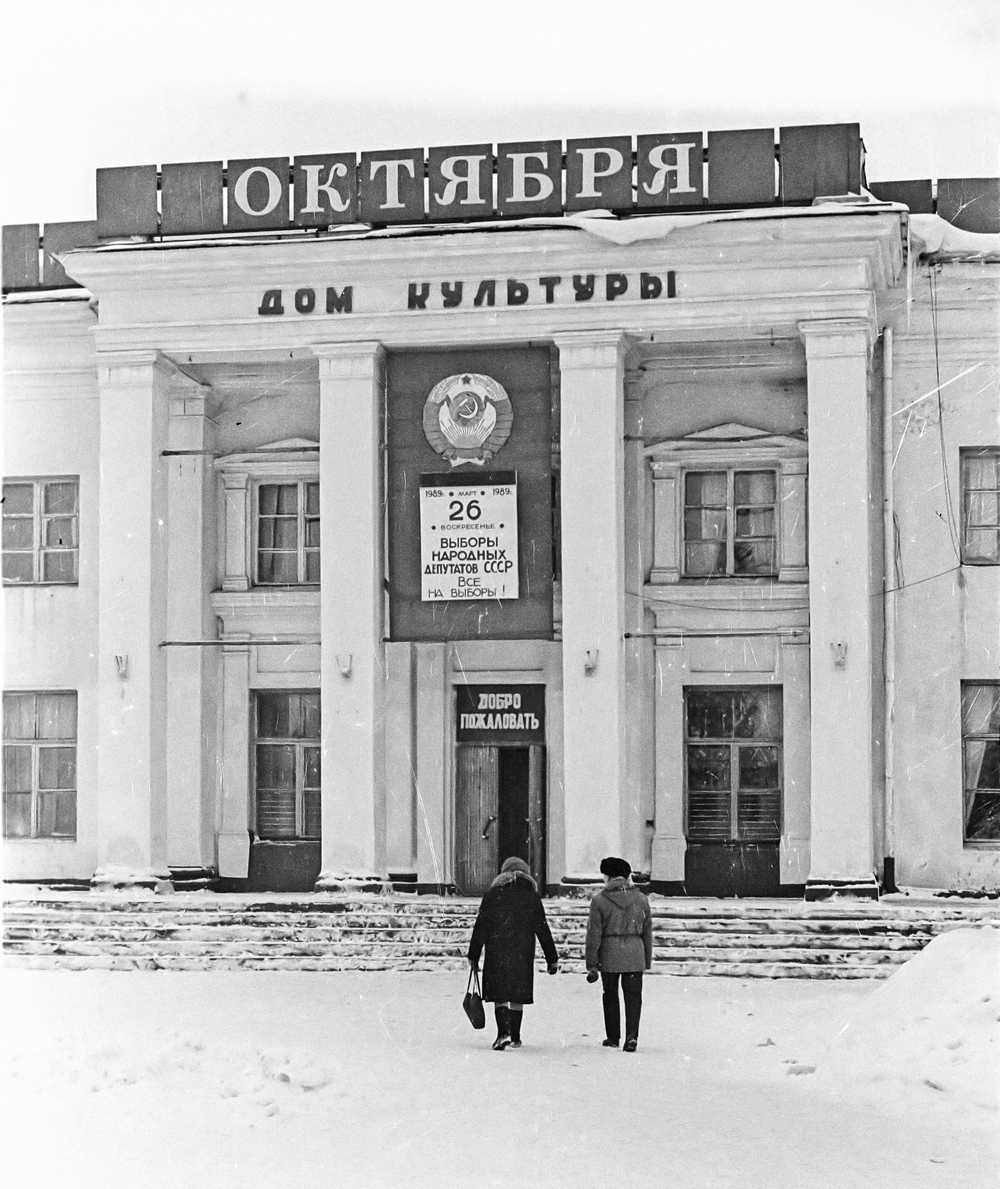
La Casa della Cultura di Pereslavl' allestita per le elezioni (1989)

Le operazioni per la formazione del Congresso dei deputati del popolo dell'URSS si svolsero nei primi mesi del 1989, a cominciare dalla selezione dei 750 membri riservati alle organizzazioni sociali, tra cui i cento membri spettanti al PCUS. In quest'ultimo gruppo figurava l'intera dirigenza riformista del partito e numerosi esponenti della società civile che appoggiavano la perestrojka. Le procedure di voto per l'elezione dei 1500 candidati riservati alle circoscrizioni territoriali si svolsero invece il 26 marzo e i risultati furono resi noti dalla Commissione elettorale il 4 aprile. Su 192,6 milioni di aventi diritto, parteciparono 172,8 milioni di elettori, con la massima affluenza registrata nella RSS Azera (98,5%) e la minima nella RSS Armena (71,9%). Al primo turno vennero eletti 1958 deputati, dei quali 1716 (87,6%) iscritti al PCUS e 242 (12,4%) indipendenti. Si dovette procedere invece a turni di ballottaggio in 76 dei 149 collegi dove avevano partecipato più di due candidati nessuno dei quali aveva raggiunto la maggioranza assoluta dei voti; e ad elezioni suppletive in 195 dei 1351 collegi con uno o due candidati in cui la maggioranza degli elettori aveva votato contro, in tre collegi in cui non si era raggiunto il 50% dell'affluenza e in cinque organizzazioni sociali che avevano lasciato vacanti 18 seggi. I ballottaggi si tennero il 2 e 9 aprile, le elezioni suppletive il 14 maggio e i relativi ballottaggi il 18, 21 e 23 maggio.
Nonostante l'ampia maggioranza ottenuta dal PCUS, si registrarono numerose esclusioni eccellenti, che riguardarono ad esempio 32 primi segretari di Comitati regionali del partito su 160, mentre a Leningrado non venne eletto nessun dirigente cittadino o regionale del PCUS. Il partito ottenne pessimi risultati nelle repubbliche baltiche, in Armenia e in Georgia, e non registrò grossi consensi in diversi centri della regione del Volga, degli Urali, della Siberia, dell'Estremo oriente e dell'Ucraina meridionale e orientale. Positivi furono invece i riscontri nel Černozem'e, nel Caucaso settentrionale, in Bielorussia, Kazakistan e Asia Centrale. Complessivamente circa il 20-25% dei deputati eletti nelle circoscrizioni territoriali era critico verso il partito.
Dal punto di vista della composizione sociale, divennero membri del Congresso esponenti di nuove categorie fino ad allora inesistenti, come i soci delle cooperative e gli affittuari, o escluse, come i membri del clero.

## Sviluppi successivi
Alla vigilia della prima sessione del Congresso si ebbero varie manifestazioni di piazza e i deputati di opposizione si organizzarono in gruppi, tra i quali ebbero particolare rilievo quelli legati a Sacharov e a El'cin, accomunati dalla richiesta di abolizione dell'articolo 6 della Costituzione sovietica sul ruolo dirigente del partito. Nel Congresso, riunitosi dal 25 maggio per sedici giorni, queste forze costituirono una minoranza "democratica" che si contrappose alla maggioranza moderata che appoggiava Gorbačëv. Dal nuovo Soviet Supremo eletto dall'assemblea furono esclusi i deputati radicali quali Sacharov, Popov e lo stesso El'cin, che tuttavia fu ripescato a seguito delle dimissioni in suo favore da parte di Kazannik. Alla Presidenza dell'organismo fu posto Gorbačëv. Per la prima volta nella storia dell'URSS, nel Soviet Supremo erano rappresentati pochissimi operai e contadini, mentre per lo più vi vennero eletti scienziati, giornalisti, dirigenti.
Il Congresso, trasmesso per intero in diretta televisiva, fu seguito con grandissimo interesse dalla cittadinanza e diede popolarità a vari esponenti politici che avrebbero poi avuto ruoli di primo piano nell'ultimo periodo di esistenza dell'Unione Sovietica e nello scenario politico delle nuove Repubbliche indipendenti che ne sarebbero sorte. Nonostante il fatto che la riforma dell'assetto istituzionale fosse stata fortemente voluta dalla dirigenza riformista del PCUS, che aveva tenuto sotto controllo le stesse elezioni, il nuovo sistema permise la nascita di una nuova élite politica, dove spiccava la figura di El'cin, e avviò il percorso verso un progressivo passaggio del potere a forze di carattere anticomunista.